# Divisiones Regionales de la Región de Murcia 1958-59
Las divisiones regionales de fútbol son las categorías de competición futbolística de más bajo nivel en España, en las que participan deportistas aficionados, no profesionales. En las provincias de Murcia, Albacete y Alicante su administración corre a cargo de la Federación Regional Murciana de Clubes de Fútbol. Inmediatamente por encima de estas categorías estaba la Tercera División española.
En la temporada 1958-1959 las divisiones regionales se dividen en Primera Regional y Segunda Regional.
El campeón de Primera Regional asciende a Tercera División.

## Primera Regional

### Clasificación
|  |     | Equipos de fútbol      | PJ | G  | E | P  | GF | GC  | Dif | Pts |
|  | --- | ---------------------- | -- | -- | - | -- | -- | --- | --- | --- |
|  | 1.  | Rayo Ibense CF         | 30 | 26 | 1 | 3  | 99 | 29  | +70 | 53  |
|  | 2.  | CD Torre Pacheco       | 29 | 21 | 1 | 7  | 82 | 38  | +44 | 43  |
|  | 3.  | Monóvar CD             | 30 | 20 | 2 | 8  | 94 | 47  | +47 | 42  |
|  | 4.  | CD Torrevejense        | 29 | 13 | 7 | 9  | 60 | 51  | +9  | 33  |
|  | 5.  | CD Ilicitano           | 29 | 16 | 2 | 11 | 67 | 48  | +19 | 32  |
|  | 6.  | SD Almansa             | 29 | 14 | 2 | 13 | 61 | 67  | -6  | 30  |
|  | 7.  | CD Muleño              | 30 | 12 | 5 | 13 | 56 | 47  | +9  | 29  |
|  | 8.  | CD Abarán              | 29 | 13 | 1 | 15 | 56 | 61  | -5  | 27  |
|  | 9.  | Santiago CF            | 30 | 11 | 4 | 15 | 53 | 48  | +5  | 26  |
|  | 10. | Deportiva Minera       | 30 | 12 | 2 | 16 | 59 | 76  | -17 | 26  |
|  | 11. | Madrigueras CF         | 30 | 10 | 4 | 16 | 40 | 70  | -30 | 24  |
|  | 12. | Villena CF             | 30 | 12 | 3 | 15 | 75 | 61  | +14 | 23  |
|  | 13. | Maestranza Albacete CF | 30 | 9  | 5 | 16 | 42 | 62  | -20 | 23  |
|  | 14. | Jumilla CF             | 30 | 9  | 5 | 16 | 35 | 64  | -29 | 23  |
|  | 15. | Betis Industrial CF    | 28 | 10 | 2 | 16 | 44 | 78  | -34 | 22  |
|  | 16. | Guardia de Franco      | 29 | 4  | 4 | 21 | 34 | 110 | -76 | 9   |

Pts = Puntos; PJ = Partidos Jugados; G = Partidos Ganados; E = Partidos Empatados; P = Partidos Perdidos; GF = Goles Anotados; GC = Goles Recibidos
|  | Asciende a Tercera División |

## Segunda Regional

### Clasificación Grupo 1
|  |    | Equipos de fútbol  | PJ | G | E | P | GF | GC | Dif | Pts |
|  | -- | ------------------ | -- | - | - | - | -- | -- | --- | --- |
|  | 1. | Lorquí CF          | 10 | 5 | 4 | 1 | 24 | 18 | +6  | 14  |
|  | 2. | CD Hispania Yecla  | 10 | 5 | 3 | 2 | 36 | 16 | +22 | 13  |
|  | 3. | CD Calasparra      | 10 | 4 | 3 | 3 | 29 | 23 | +6  | 11  |
|  | 4. | Alguazas CF        | 10 | 4 | 2 | 4 | 23 | 32 | -9  | 10  |
|  | 5. | Juventud de Hellín | 10 | 4 | 1 | 5 | 27 | 19 | +8  | 9   |
|  | 6. | CD Blanca          | 10 | 1 | 1 | 8 | 13 | 46 | -33 | '3  |
|  | 7. | Caravaca CF        | 0  | 0 | 0 | 0 | 0  | 0  | 0   | 0   |

Pts = Puntos; PJ = Partidos Jugados; G = Partidos Ganados; E = Partidos Empatados; P = Partidos Perdidos; GF = Goles Anotados; GC = Goles Recibidos
|  | Asciende a Primera Regional |

### Clasificación Grupo 2
|  |    | Equipos de fútbol      | PJ | G | E | P | GF | GC | Dif | Pts |
|  | -- | ---------------------- | -- | - | - | - | -- | -- | --- | --- |
|  | 1. | Algaida CF             | 10 | 8 | 1 | 1 | 39 | 18 | +21 | 17  |
|  | 2. | Deportivo Unionense ED | 10 | 7 | 1 | 2 | 35 | 17 | +18 | 15  |
|  | 3. | Isaac Peral CF         | 10 | 4 | 2 | 4 | 24 | 31 | -7  | 10  |
|  | 4. | CD La Cruz             | 10 | 4 | 0 | 6 | 20 | 31 | -11 | 8   |
|  | 5. | Unión Zeneta           | 10 | 4 | 0 | 6 | 28 | 28 | 0   | 6   |
|  | 6. | Los Ramos CF           | 10 | 1 | 0 | 9 | 20 | 41 | -21 | 0   |

Pts = Puntos; PJ = Partidos Jugados; G = Partidos Ganados; E = Partidos Empatados; P = Partidos Perdidos; GF = Goles Anotados; GC = Goles Recibidos
|  | Asciende a Primera Regional |